# Олександр Гамільтон, 16-й герцог Гамільтон

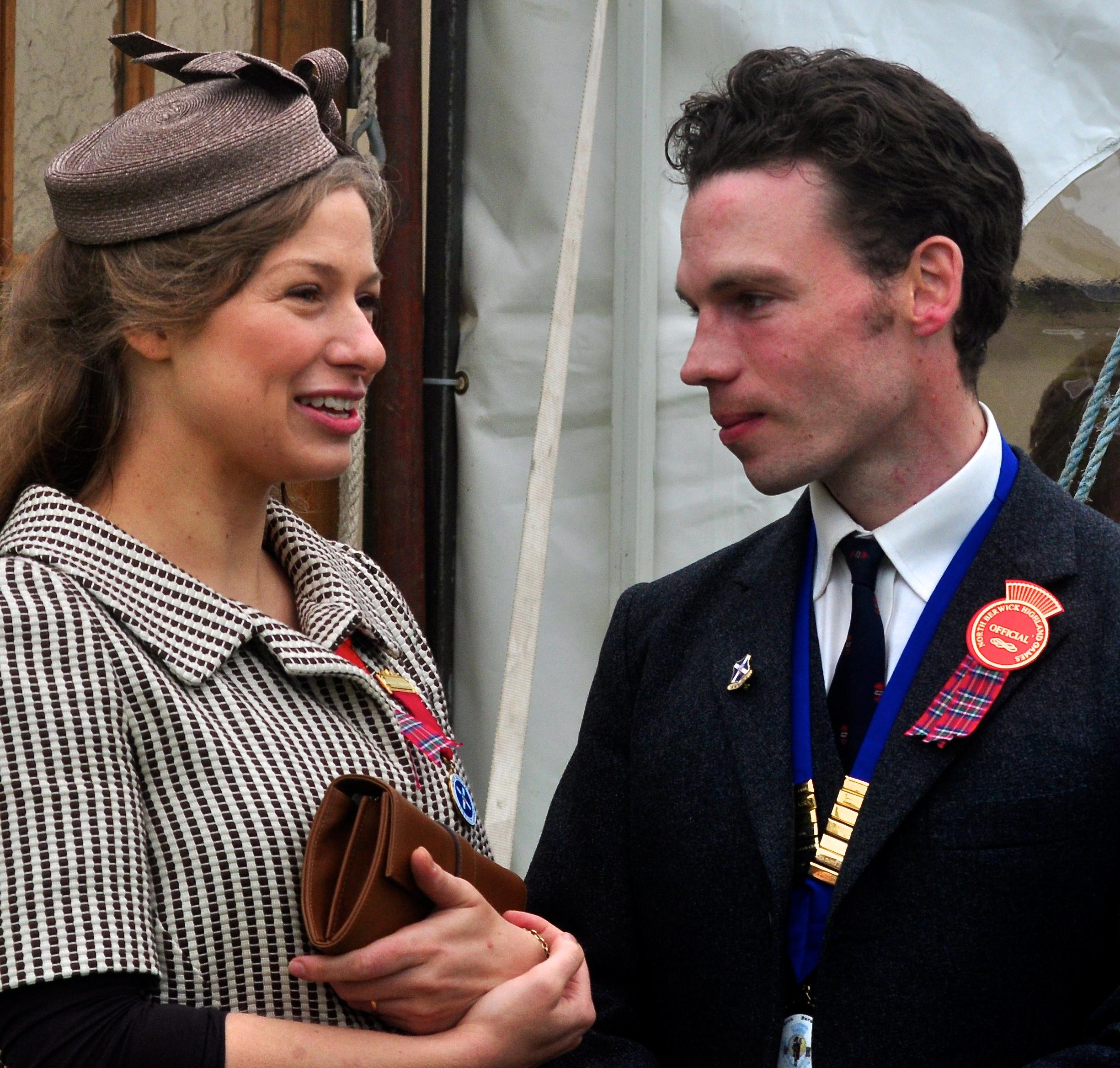
Олександр Гамільтон - XVI герцог Гамільтон та його дружина герцогиня Софі Енн Гамільтон.

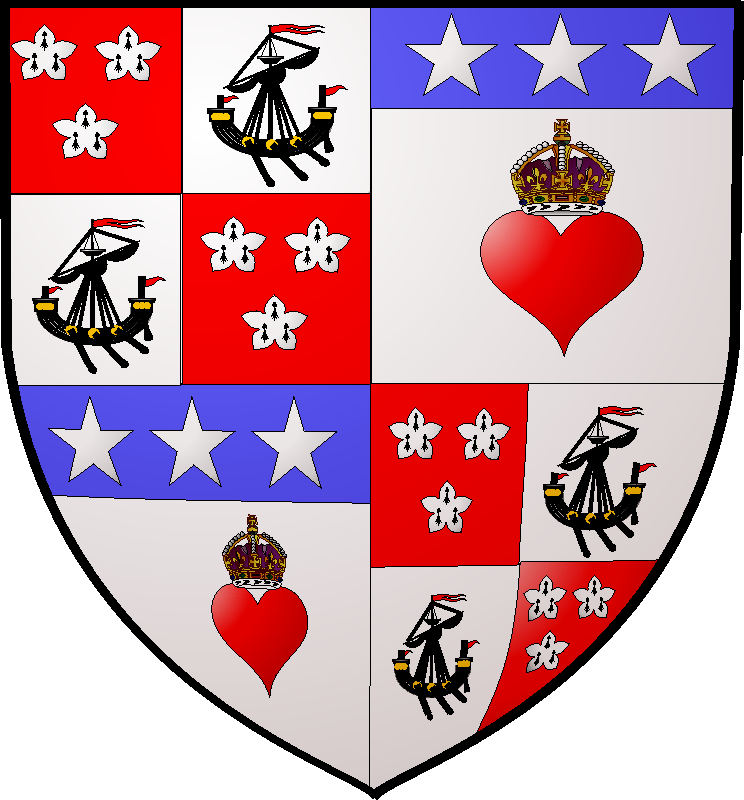
Герб герцогів Гамільтон.

Олександр Дуглас Дуглас-Гамільтон (нар. 31 березня 1978) – шотландський шляхтич, вождь клану Гамільтон, XVI герцог Гамільтон, ХІІІ герцог Брендон, перший пер Шотландії.

## Життєпис
Олександр Дуглас Дуглас-Гамільтон є сином Ангуса Дугласа-Гамільтона, XV герцога Гамільтон, ХІІ герцога Брендон і його першої дружини Сари Скотт.
З народження у 1978 році він носив титули маркіза Дуглас та маркіза Клайсдейл.
Освіту отримав у школі Кейл у Дамбартоні та школі Гордонстоун в Мореї (Шотландія).
5 липня 2010 року помер його батько – герцог Ангус Гамільтон і Олександр Гамільтон успадкував всі титули та володіння свого батька – в тому числі титули герцога Гамільтон та герцога Брендон. Він є спадковим хранителем палацу Голіруд – офіційної резиденції британських монархів в Шотландії, що є одночасно монархами Шотландії.

## Родина і діти
7 травня 2011 року Олександр Гамільтон одружився з Софі Енн Рутерфорд (нар. 8 грудня 1976) – дизайнером інтер'єру, дочкою містера Юбера Рутерфорд (Резерфорд) з Роксбургширу та місіс Ізабель Рутерфорд з Единбургу. Весілля відбулось в місті Единбург. Шафером на весіллі був молодший брат герцога – лорд Джон Дуглас-Гамільтон. У цьому шлюбі є діти:
- Дуглас Чарльз Дуглас-Гамільтон (нар. 9 липня 2012) – маркіз Душлас, маркіз Клайсдейл
- лорд Вільям Фредерік Дуглас-Гамільтон (нар. 11 травня 2014)
- лорд Базіл Джордж Дуглас-Гамільтон (нар. 4 квітня 2016)

## Титули
- 31 березня 1978 – 5 липня 2010 – маркіз Дуглас, маркіз Клайсдейл
- 5 липня 2010 – і по сьогодні Його світлість герцог Гамільтон, герцог Брендон

Крім цих, він успадкував ще наступні титули: граф Ангус, граф Ланарк, граф Арран, граф Кембрідж, лорд Абернеті, лорд Джедборо, лорд Мачаншир, лорд Полмонт, лорд Авен, лорд Іннердейл, барон Даттон, пер Шотландії, пер Великої Британії.